# Capitaly
A Capitaly társasjáték; az 1935-ben megjelent Monopoly magyar adaptációja, mely az akkori Budapesten játszódik, fizetőeszköze pedig a pengő.

## Története
A Capitaly a Monopoly alapján készült magyar játék, mely az 1937-es megjelenését követően nagy népszerűségnek örvendett. A játék lényege így az amerikai változathoz hasonlóan az, hogy a játékmező telkeit vagy vállalatait meg lehet venni a banktól, amely mezőre lépve a többi játékos bérleti díjat fizet. A játék végén pedig egy játékos kivételével mindenki elveszíti a vagyonát.
A játék eme kapitalista vonása miatt (melyet a játék magyar neve is megerősített) 1952-ben a Monopolyhoz hasonlóan a Capitaly tulajdonképpen rendszerellenes játékká vált és betiltották. Helyette megjelent a vizuálisan hasonló, de teljesen eltérő játékot igénylő Teljesítsd a tervet!, majd ebből kinőve 1966-ban a Gazdálkodj okosan! játék, melyek jobban illeszkedtek a politikai elvárásokhoz. Végül, még a Kádár-korszak során, 1986-ban a Képzőművészeti Kiadó gondozásában újra megjelent a Régi idők játékai sorozat tagjaként a Capitaly, az eredetivel megegyező utánnyomásban.
Az 1990-es évek során új kiadás jelent meg Capitaly – Az üzleti élet játéka címmel, mely a klasszikus vajsárga helyett kék táblán kapott helyet, és a téglalap alakú tábla helyett négyzet alakú lett (ezáltal néhány mező helye enyhén módosult). 2000-ben az Oliver Games kiadásában megjelent a Capitaly 2000 sorozat, melyben már nem Budapest, hanem különböző vidéki városok utcái jelentek volna meg – ebből végül csak a Sopron és Győr verziókban jelent meg a játék. Ezek is a négyzet alakú kék táblán alapulnak, viszont itt már nem pengő, hanem – ekkor meglehetősen modern, de ellentmondásos módon – euró volt a fizetőeszköz.

## Játékmenet

### Telkek listája
- Angyalföld, Kőbánya, Zugló
- Király utca, Práter utca, Mester utca
- Üllői út, Rákóczi út, Vilmos császár út
- Ferenc körút, Szent István körút, Erzsébet körút
- Sashegy, Rózsadomb, Gellérthegy
- Károly király út, Stefánia út, Andrássy út
- Szabadság tér, Kossuth Lajos tér, Vörösmarty tér
- Dorottya utca, Váci utca

#### Házas telkek
| Név                | Névérték (P) | Egy-egy ház ára (P) | Bér üres telek után | Bér 1 házzal | Bér 2 házzal | Bér 3 házzal | Bér 4 házzal | Bér szállodával |
| ------------------ | ------------ | ------------------- | ------------------- | ------------ | ------------ | ------------ | ------------ | --------------- |
| Angyalföld         | 600          | 500                 | 20                  | 100          | 300          | 900          | 1600         | 2500            |
| Kőbánya            | 600          | 500                 | 20                  | 100          | 300          | 900          | 1600         | 2500            |
| Zugló              | 600          | 500                 | 40                  | 200          | 600          | 1800         | 3200         | 4500            |
| Király utca        | 1000         | 500                 | 60                  | 300          | 900          | 2700         | 4000         | 5500            |
| Práter utca        | 1000         | 500                 | 60                  | 300          | 900          | 2700         | 4000         | 5500            |
| Mester utca        | 1200         | 500                 | 80                  | 400          | 1000         | 3000         | 4500         | 6000            |
| Üllői út           | 1400         | 1000                | 100                 | 500          | 1500         | 4500         | 6250         | 7500            |
| Rákóczi út         | 1400         | 1000                | 100                 | 500          | 1500         | 4500         | 6250         | 7500            |
| Vilmos császár út  | 1600         | 1000                | 120                 | 600          | 1800         | 5000         | 7000         | 9000            |
| Ferenc körút       | 1800         | 1000                | 140                 | 700          | 2000         | 5500         | 7500         | 9500            |
| Szent István körút | 1800         | 1000                | 140                 | 700          | 2000         | 5500         | 7500         | 9500            |
| Erzsébet körút     | 2000         | 1000                | 160                 | 800          | 2200         | 6000         | 8000         | 10000           |
| Sashegy            | 2200         | 1500                | 180                 | 900          | 2500         | 7000         | 8750         | 10500           |
| Rózsadomb          | 2200         | 1500                | 180                 | 900          | 2500         | 7000         | 8750         | 10500           |
| Gellérthegy        | 2400         | 1500                | 200                 | 1000         | 3000         | 7500         | 9250         | 11000           |
| Károly király út   | 2600         | 1500                | 220                 | 1100         | 3300         | 8000         | 9750         | 11500           |
| Stefánia út        | 2600         | 1500                | 220                 | 1100         | 3300         | 8000         | 9750         | 11500           |
| Andrássy út        | 2800         | 1500                | 240                 | 1200         | 3600         | 8500         | 10250        | 12000           |
| Szabadság tér      | 3000         | 2000                | 260                 | 1300         | 3900         | 9000         | 11000        | 12750           |
| Kossuth Lajos tér  | 3000         | 2000                | 260                 | 1300         | 3900         | 9000         | 11000        | 12750           |
| Vörösmarty tér     | 3200         | 2000                | 280                 | 1500         | 4500         | 10000        | 12000        | 14000           |
| Dorottya utca      | 3500         | 2000                | 350                 | 1750         | 5000         | 11000        | 13000        | 15000           |
| Váci utca          | 4000         | 2000                | 500                 | 2000         | 6000         | 14000        | 17000        | 20000           |

#### Közművek, közlekedési vállalatok
| Név              | Névérték (P) | Bér |
| ---------------- | ------------ | --- |
| Elektromos művek | 1000         | - 1 közmű birtoklása esetén: 250 P - 2 közmű birtoklása esetén: 500 P - 3 közmű birtoklása esetén: 1000 P           |
| Gázművek         | 1000         | - 1 közmű birtoklása esetén: 250 P - 2 közmű birtoklása esetén: 500 P - 3 közmű birtoklása esetén: 1000 P           |
| Telefon          | 1000         | - 1 közmű birtoklása esetén: 250 P - 2 közmű birtoklása esetén: 500 P - 3 közmű birtoklása esetén: 1000 P           |
| B. Sz. K. R. T.  | 3000         | - 1 vállalat birtoklása esetén: 500 P - 2 vállalat birtoklása esetén: 1000 P - 3 vállalat birtoklása esetén: 3000 P |
| H. É. V.         | 3000         | - 1 vállalat birtoklása esetén: 500 P - 2 vállalat birtoklása esetén: 1000 P - 3 vállalat birtoklása esetén: 3000 P |
| M. Á. V.         | 3000         | - 1 vállalat birtoklása esetén: 500 P - 2 vállalat birtoklása esetén: 1000 P - 3 vállalat birtoklása esetén: 3000 P |

### A játék menete
A játék menete gyakorlatilag megegyezik a Monopolyval, így az ott leírtak érvényesek itt is. A Monopolytól a következő eltérések történtek:
- Eggyel több telek van a Capitalyban: míg a Monopoly első és utolsó csoportja 2 telekből áll, addig a Capitalyban a legértéktelenebb csoportot is 3 telek alkotja. Minden telek névértéke, építési díja és bérleti díja megegyezik a Monopolyval
- A Monopoly 2 közművet és 4 vasútállomást tartalmaz, a Capitaly viszont 3 közművet és 3 közlekedési vállalatot. A közművek értéke kb. a Monopoly vasútjaival egyezik meg (és a bérleti díj fix, nem függ a kockadobástól), a közlekedési vállalatok viszont értékesebbek
- A Monopoly kétféle különböző kártyahúzást tartalmaz (2 meglepetés- és 4 szerencsekártya mezőre lépés esetén), a Capitalyban viszont csak egyféle csomag van (5 szerencsekerék mezőre lépéskor lehet húzni)
- A Capitalyban a Start mezőre lépéskor 4000 P forgótőke jár, ha a játékos nem halad át, hanem ott áll meg
- A játék 3 másik sarka eltérő szerepet kap: az első sarok a börtön helyett a Margitsziget, ahol a banknak kell 10 pengő belépődíjat fizetni; a második sarok a szanatórium, a harmadik sarok az "irány a börtön" mező helyett osztálysorsjáték, ahol a dobott szám tízszeresét (dupla esetén százszorosát, dupla 6-os esetén 10000 pengőt) lehet nyerni.
- A Monopolyban kétféle (jövedelemadó és pótadó) adómező van, a Capitalyban három adó (vagyonadó, fényűzési adó, házadó), valamint egy névnap mező is szerepel, ahol a többi játékosnak kell 500-500 P-t fizetnie.
- Összesen tehát a Monopoly 40 (a sarkok mellett 9-9-9-9 kiosztású), a Capitaly 42 (eredetileg 12-7-12-7, a négyzetes kiadásban 10-9-10-9 kiosztású) játékmezőt tartalmaz

## Adaptáció
2002. január 9-án az MTV1 bemutatott egy 11 részes filmsorozatatot a játék alapján, szintén Capitaly néven, Tahi Tóth László, Balázs Péter, Cziprián Mónika és Kerekes József főszereplésével.